# Nesolagus
Nesolagus é um gênero de mamífero da família Leporidae. As espécies deste gênero são conhecidas pelo nome comum de coelhos-listrados.
- Nesolagus netscheri (Schlegel, 1880)
- Nesolagus timminsi  Averianov, Abramov e Tikhonov, 2000